# Comuna Liubimeț, Haskovo
Obștina Liubimeț (județul Liubimeț) este un județ în regiunea Haskovo din Bulgaria.

## Demografie
Componența etnică a comunei Liubimeț
     Turci (1,21%)
     Romi (15,72%)
     Bulgari (80,65%)
     Nicio identificare (2,17%)
     Altele (0,23%)
La recensământul din 2011, populația comunei Liubimeț era de 10.214 locuitori. Din punct de vedere etnic, majoritatea locuitorilor (80,65%) erau bulgari, existând și minorități de romi (15,72%) și turci (1,21%). Pentru 2,17% din locuitori nu este cunoscută apartenența etnică.